# Nikolaos Stylianou
Nikolaos Stylianou (in greco Νικόλαος Στυλιανού?; Atene, 9 novembre 1988) è un cestista cipriota con cittadinanza greca.

## Palmarès
- Campionato cipriota: 2

Keravnos: 2016-17, 2018-19
- Coppa di Cipro: 1

Keravnos: 2019